# Immigration Museum

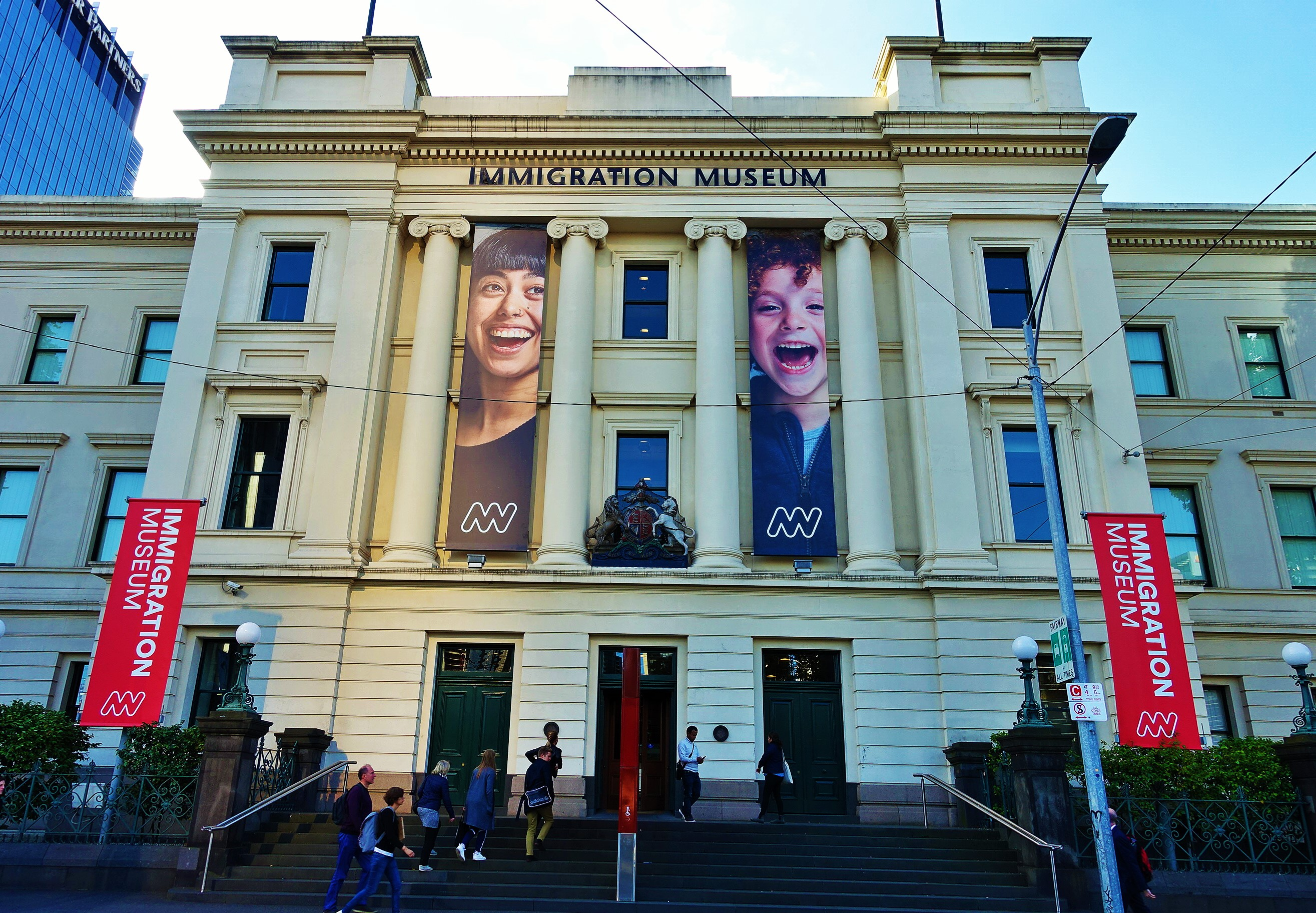
Museumsansicht, 2017

Das Immigration Museum in Melbourne, Australien ist ein Museum, das sich der Einwanderung nach Australien widmet. 
Es ist im historischen Zollgebäude von Melbourne (Old Customs House), einem klassizistischen Gebäude aus dem Jahr 1876, das nach dem Goldrausch erbaut worden war, untergebracht. Im Gebäude fanden von 1901 bis in die späten 1960er Jahre die notorischen Dictation Tests zur Abschottung im Rahmen der White Australia Policy statt.
Die seit 1990 vom Museum Victoria aufgebaute Sammlung zur australischen Migrationsgeschichte bildete die Basis des Museums. Die Sammlung war ursprünglich erst ab Mitte der 1980er Jahre entstanden, als die australischen Museen eigene Abteilungen für Geschichte anzulegen begannen. Ab 1990 gewann das Thema der in Australien allgegenwärtigen Einwanderung durch die National Agenda for a multicultural Australia mit Ausstellungen zu den jüdischen und italienischen Communities in Melbourne und einer weiteren zu Muslimen in Australien an Bedeutung.
Mit dem 1998 gegründeten Museum sollte die weit verbreitete Meinung, dass Australien bis nach dem Zweiten Weltkrieg eine homogene britische Gesellschaft gewesen sei, aufgebrochen werden. Die Heterogenität der Bevölkerung und die Multikulturalität durch die Zuwanderung nicht-britischer und nicht-irischer Zuwanderer sollte erlebbar gemacht und das Bewusstsein gefördert werden, dass jeder nicht-indigene Australier eine Migrationsgeschichte in der Familie habe. Das sollte den Rassismus bekämpfen und den australischen Zusammenhalt fördern.
Die Ausstellung gruppiert sich um vier Aspekte:
- Leavings: Veranschaulicht die verschiedene Auswanderungsmotive wie Naturkatastrophen, Krieg, Freiheitssuche, Arbeitslosigkeit, Abenteuerlust und den Wunsch nach Familienzusammenführung.
- Jouneys: Zeigt die Veränderung der Reiserouten und genutzten Verkehrsmittel von den harten Bedingungen einer langwierigen Segelschifffahrt zum Jumbo-Jet.
- Getting in: Zeigt die historische Entwicklung der australischen Einwanderungspolitik und nationaler Identität. Dabei werden auch die dunklen Seiten der Geschichte mit Rassismus und Abschottung gegenüber unerwünschten Einwanderern gezeigt.
- Settlings: Zeigt anhand von Bildern die Einwanderung nach Victoria im Zeitablauf, wobei positive und negative Aspekte angesprochen werden wie glückliche Neueinbürgerungen und die Zustände in Asylbewerberlagern. Die Auswirkungen der Einwanderung im Allgemeinen auf die Kultur und Gesellschaft, aber auch auf die Ureinwohner und die Landschaft wird gezeigt.

Das Museum steht bis heute unter dem Schirm der staatlichen Einrichtung Museum Victoria wie seine Partnermuseen das Melbourne Museum und das Scienceworks Museum. 